# 流浮山小桃園飯局

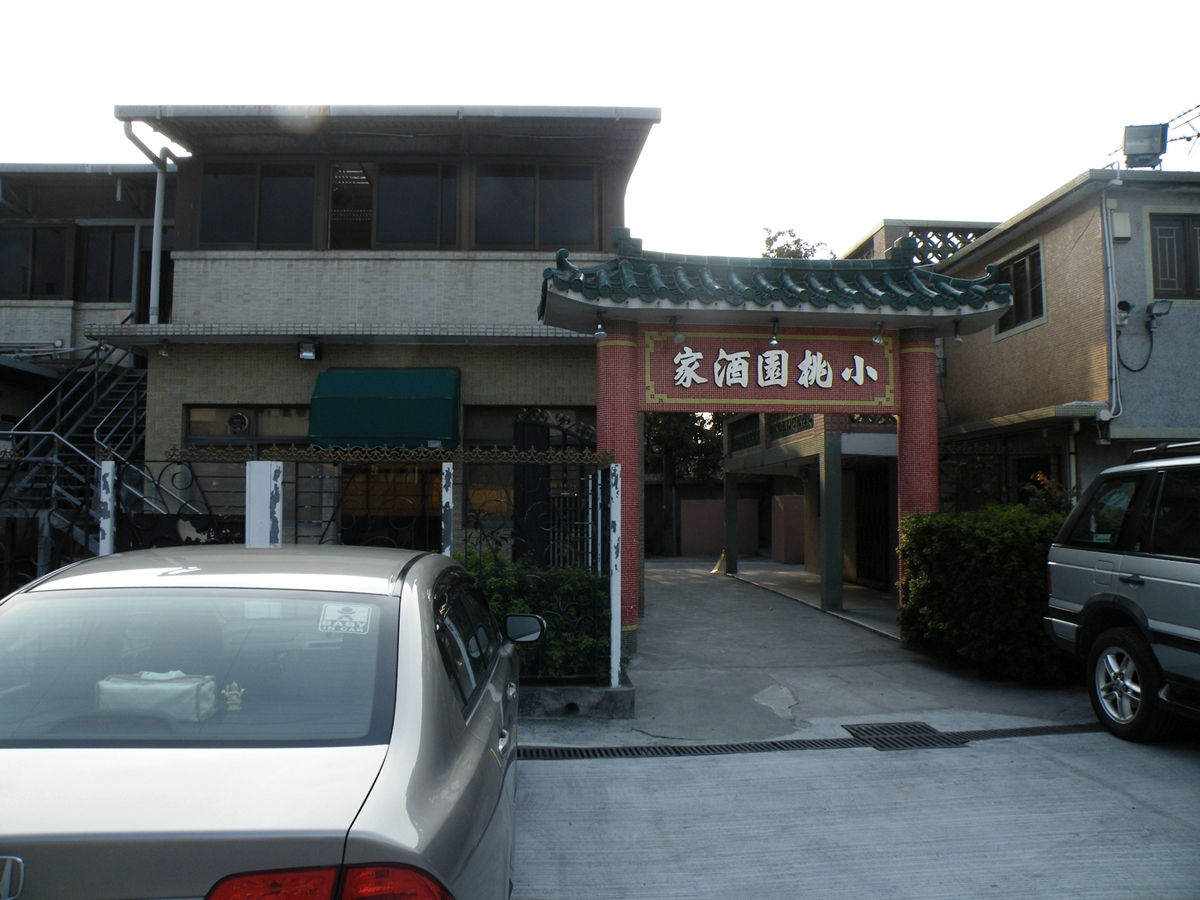
事件發生地的流浮山小桃園酒家

流浮山小桃園飯局，又稱為「新界鄉紳飯局」，指的是2012年2月10日，香港新界部分鄉紳与2012年香港行政長官候選人梁振英競選陣營成員于流浮山小桃園酒家一同出席的飯局。2012年3月6日，《東周刊》披露，飯局中有“江湖社團人物”出席，引起傳媒廣泛關注。
事件使梁振英及其競選陣營成員受到「黑金政治」的指控，加上訪問當時出席飯局的人士，也對飯局的經過有不同的描述，導致支持度大幅下挫。據中文大學傳播研究中心受無綫電視委託，進行特首選舉追蹤調查，最新一次於3月8至13日，訪問1,146人，回應率55%。在「江湖飯局」影響下，梁振英的「出任特首適合程度」和市民「比較想哪位出任特首」的數字均較2月為低，前者跌了6分，後者急降10個百分點。
另一方面，香港大學學生會為此事在八份報章刊登全版聲明要求梁振英作出交代，並請求中央政府介入，亦引起廣泛爭議。

## 地點及時間
根據警方調查後，得悉該飯局在2012年2月10日舉行，當日飯局的地點小桃園酒家，位於香港流浮山，商業登記由陳潤林、陳炳林及陳福林3人擁有，有指3人為兄弟，但一直只有陳潤林向外聲稱是酒家老闆，而陳潤林更是香港賽馬會馬匹「永勝金駒」、「沙井之友」馬主。

## 飯局資料

### 出席者
下表為當日已證實出席飯局的人士，總共14人：
| 出席飯局人士背景       | 出席飯局人士 |
| 梁振英競選辦公室成員   | 劉夢熊、羅范椒芬（競選辦主任）、鄧淑德（競選辦副主任）、劉炳章（競選辦副主任） |
| 新界鄉事派成員         | 侯志強（上水鄉委會會主席）、梁福元（十八鄉委會主席）、鄧勵東（廈村鄉委會主席）、文志雙（新田鄉委會主席）、鄧賀年（錦田鄉委會主席）、曾樹和（屏山鄉委會主席）、曾憲強（八鄉鄉委會主席） |
| 元朗區議員             | 黎偉雄（八鄉南選區） |
| 被指是黑幫和勝和前坐館 | 郭永鴻（上海仔） |
| 疑似黑幫和勝和成員     | 張銓漢（囝囝） |

據警方港島總區重案組深入調查後，發現當日飯局除梁營多名核心人士外，列席者均為江湖上有頭有面的人，變相證實除了上表14人外，可能還有其他江湖中人出席飯局。由於牽涉太多江湖中人，案情嚴重，警方表示會轉交有組織罪案及三合會調查科（ O記）跟進。
此外，因當時出席飯局的部分鄉事成員表示該餐沒有付款，在梁振英競選辦成員聲稱自己已自行付款的情況下，誰為該飯局「埋單」成為一個「謎團」，亦引起賄選嫌疑，在場人士或觸犯選舉條例。民主黨其後向廉政公署舉報梁營成員涉及賄選，廉署隨即在3月12日採取行動，派出多名調查員到達「飯局」所在酒家，欲查問酒家老闆，又邀請飯局中人協助調查。
據悉為了避免被指觸犯選舉條例，新田鄉委會主席文志雙連日已向有份出席飯局的鄉紳收取飯錢。
不過在廉署派遣調查人員之前，梁振英競選辦主任羅范椒芬、副主任鄧淑德及劉炳章早在3月11日晚上，主動到北角廉政公署總部，表示以證人身份提供「江湖飯局」資料，其後再到灣仔警署總部拋下一份聲明，沒當面向警員落口供。羅范椒芬向記者表示，在得知有人為飯局一事向警方及廉署投訴后，因此主動接觸執法機構，以求找出真相。
有前廉署調查員指，羅范椒芬是搶在廉署為「江湖飯局」立案前「先發制人」，如果廉署已立案調查「江湖飯局」，羅范椒芬等人一定被列為嫌疑人，要在警戒下錄口供；若廉署未立案，根本不會在現階段讓他們提供資料，因為日後一旦有足夠證據控告梁營成員，梁營成員便可以「ICAC都接納我係證人」作為抗辯理由，從而摘去「嫌疑人」的牌子。

### 飯局目的
據十八鄉委會主席梁福元稱，當日席間主要討論新界村屋僭建問題，以及聽取梁營對新界原居民傳統權益的看法，而梁營競選辦主任羅范椒芬及劉夢熊等人除了在場介紹政綱外，亦有為梁振英拉票。
不過梁營競選辦成員的誠意受到多個鄉紳質疑，紛紛指梁振英從沒有出席新界的鄉事活動。劉夢熊隨即表示因梁振英十分忙碌，他與羅范椒芬表示梁振英會抽空拜會鄉紳。其間鄉紳亦問及梁振英對新界僭建村屋的取態，但羅范椒芬卻支吾以對。
有消息指，有江湖背景的郭永鴻及張銓漢兩人，因經常協助地產商在元朗區收地及排難解紛，對新界西地區的鄉事選委頗有影響力。因此有梁營成員想借助他們兩人的影響力，舉行「飯局」，游說原本是唐英年「票倉」，握有選票的鄉事選委改投梁振英一票，當時最少有 13票有所動搖，但因飯局曝光，加上警方介入調查，傳媒相信密謀已告吹。

### 疑團
由於出席「江湖飯局」人士的口供有不少地方前后矛盾，故此得出多個不同版本，因而衍生多個下表的「謎團」：
| 謎團                           | 鄉事選委版本                                                                                               | 劉夢熊版本 | 梁營競選辦版本 |
| 誰負責舉行飯局？               | 聲稱是應梁營「中間人」邀請赴會，但拒絕透露中間人身份，稱這為「俾面派對」。                                 | 劉夢熊承認牽線設飯局，透過鄉事選委作中間人安排，但後來卻牽涉到現任鄉議局副主席林偉強及江湖人士張銓漢（綽號囝囝）。                         | 羅范椒芬重申沒有主動邀請鄉事選委，而事前不知何人會出席。                                                                     |
| 誰邀請「上海仔」？             | 所有鄉事選委都否認自己有邀請「上海仔」，但「上海仔」向記者表示，他是由鄉事派人物邀請。                     | 否認有邀請「上海仔」。 | 否認有邀請「上海仔」。 |
| 是否認識「上海仔」？           | 紛紛表示不認識「上海仔」，但「上海仔」指與跟梁福元、侯志強等人認識多年。                                   | 在2011年12月時認識「上海仔」，故在飯局上認出對方，更大讚「上海仔」為國家貢獻良多，「比何俊仁更愛國」，也不值部份鄉紳不承認自己認識上海仔。 | 澄清競選辦成員不認識「上海仔」，也否認競選辦成員與江湖中人一同會見鄉紳選委拉票。                                             |
| 當時「上海仔」在飯局的座位     | 鄉紳最初指「上海仔」當時坐在劉夢熊旁邊。其後鄧賀年指「上海仔」坐在自己和梁福元中間                         | 「上海仔」坐在他對面 | 沒有提及 |
| 「上海仔」何時加入飯局？       | 梁福元表示，「上海仔」是在飯局開始時已在場，而且一直坐在劉夢熊旁邊。其後鄧賀年指「上海仔」是飯局中後段出現 | 指「上海仔」是中途加入飯局的不速之客，說梁營從沒有請他到場。                                                                               | 羅范椒芬說不認識「上海仔」，又指「上海仔」在飯局尾聲前才加入，大家有打個招呼。                                               |
| 飯局由誰結帳？                 | 席間有人說過攤分飯錢，但有鄉事選委一直沒有付款，沒提到最終結帳的是誰。                                     | 飯局約千多元，他與梁營其他成員每人各支付 500元，當時將錢交給鄉紳后立即離開，沒留意最終誰人結賬。                                           | 競選辦三名人員在晚飯後分別支付自己的費用，沒提到最終結帳的是誰。                                                             |
| 梁營成員有否拉票？             | 席間有拉票，但主要談僭建及新界原居民權益問題                                                               | 眾人主要就僭建問題，以及處理方法交換意見                                                                                                   | 席間沒有直接游說鄉紳支持梁振英，只是增進雙方了解。                                                                           |
| 梁營成員有否主動認識在席人士？ | 梁營三名成員有向在場人士派卡片，鄉事選委在3月10日即場向記者展示                                            | 未有提及 | 羅范椒芬曾經聲稱無與飯局的人交換卡片，故不知對方身份，但后來卻當場展示五張鄉事選委的卡片，辯稱「當時的確有部份人沒派卡片」。 |

## 唐英年報警事件
自「上海仔」郭永鴻接受傳媒訪問，指唐英年與富商林建岳同遊日本時「有下文」，加上在3月9日新報（楊受成旗下報章）報章預告，「（唐英年）如不接洽，三日內爆料」。唐英年表示受到恐嚇，在當日透過競選辦秘書長何鑄明報警求助。
不過「江湖飯局」主角之一的劉夢熊，則批評唐英年報警的舉動是「浪費警力」，是「陳水扁『兩顆子彈』的香港版」。另一方面，劉夢熊亦發表聲明，指當前若干報章將郭「妖魔化」，對郭永鴻不公道，「每個人都有自己的過去……我寧可放棄BBS勳章（銅紫荊星章），也要為郭講句公道話」，之后他開始對「江湖飯局」一事「封口」。

## 學界內鬨
自港大學生會花費鉅額金錢在報章上刊登廣告，譴責黑金政治，並要求中央政府介入後，引起由七大院校、樹仁及恒生管理學院組成的「九大專學生會」的強烈質疑，並發起聯署反對港大學生會只針對單一特首候選人，要求港大學生會表明立場，是否反對小圈子選舉，以及解釋為何主動邀請中央政府介入選舉。
港大學生會在3月14日以幹事會成員名義召開記者會，發出新聲明，指港大學生會要防止黑勢力介入選舉，並佩服會長陳冠康「義無反顧」精神。對於遭特首候選人梁振英質疑港大學生會違反選舉規例，港大學生會幹事會表示願與陳共同承擔法律責任。
與會中，港大學生會會長陳冠康強調港大學生會是社會良心，應挺身而出發聲，若能喚醒市民對「黑金政治」的關注，即使入獄都值得。對於因為發表聲明而惹來質疑，他表明自己不後悔，不怕秋後算帳。
不過「九大專學生會」在3月15日晚上發表聯合聲明，指港大學生會此舉是誤導市民拘泥於候選人的個人問題，要求港大學生會交代對「小圈子」選舉的立場。
香港大學學生會評議會在3月24日通過動議，廢除譴責黑金政治聲明。

## 梁振英控告質疑者誹謗
2018年8月，網絡媒體《立場新聞》刊登理大應用社會科學系助理教授鍾劍華的投稿文章。該篇文章名為《五年前的這件事與梁振英的紅線論》，重提梁振英競選團隊出席小桃園飯局一事，指出政府高層不能與具背景的人士把酒言歡。他又提及2013年，梁振英以特首的身分出席居民諮詢大會，一眾黑社會人物在場外支持梁振英，甚至追打示威人士。鍾劍華指控梁振英政府與江湖勢力合流。
梁振英其後向立場新聞及鍾劍華發律師信，指文章內容失實指控。他亦於8月24日入稟高等法院，要求法院頒下禁令，引起社會嘩然。

## 各方回應
下表是涉及「飯局」人士，以及社會各界人士對「江湖飯局」的回應：
| 人物/團體 | 身份                                                           | 回應                                                                                             |
| 梁振英    | 2012香港特別行政區行政長官參選人（成功成為香港第四任行政長官） | 否認認識「上海仔」，劉夢熊先生並非競選辦成員。                                                   |
| 唐英年    | 2012香港特別行政區行政長官參選人                               | 重申不認識上海仔，又表示香港不能容忍黑金政治，亦呼籲一直有計劃地散播黑材料打擊對手的人立即收手。 |
| 何俊仁    | 2012香港特別行政區行政長官參選人                               | 表示香港選舉一向依法进行，不应该出现贿选甚至黑金政治 。                                          |
| 劉皇發    | 新界鄉議局主席                                                 | 承認認識上海仔，但沒參與鄉議局飯局。                                                             |
| 陶傑      | 香港名咀兼時事評論家                                           | 飯局無問題。黑社會也有愛國的。                                                                   |
| 葉劉淑儀  | 現任立法會議員                                                 | 此飯局不似黑金政治，食餐飯也稱黑金，你我都中伏。                                                 |

## 2013年的流浮山小桃園飯局
多名前線警官透露，（現任警務處處長）鄧炳強2013年離任元朗警區指揮官時（前往浦東幹部學院進修），獲鄉紳在小桃園酒家設宴歡送，處長盧偉聰對他亦甚器重，故被視為盧的「馬房」成員。。